# Rawmarsh
Rawmarsh – wieś w Anglii, w hrabstwie ceremonialnym South Yorkshire, w dystrykcie metropolitalnym Rotherham. Leży 13 km na północny wschód od miasta Sheffield i 233 km na północ od Londynu. Miejscowość liczy 18 210 mieszkańców.